# Strofady

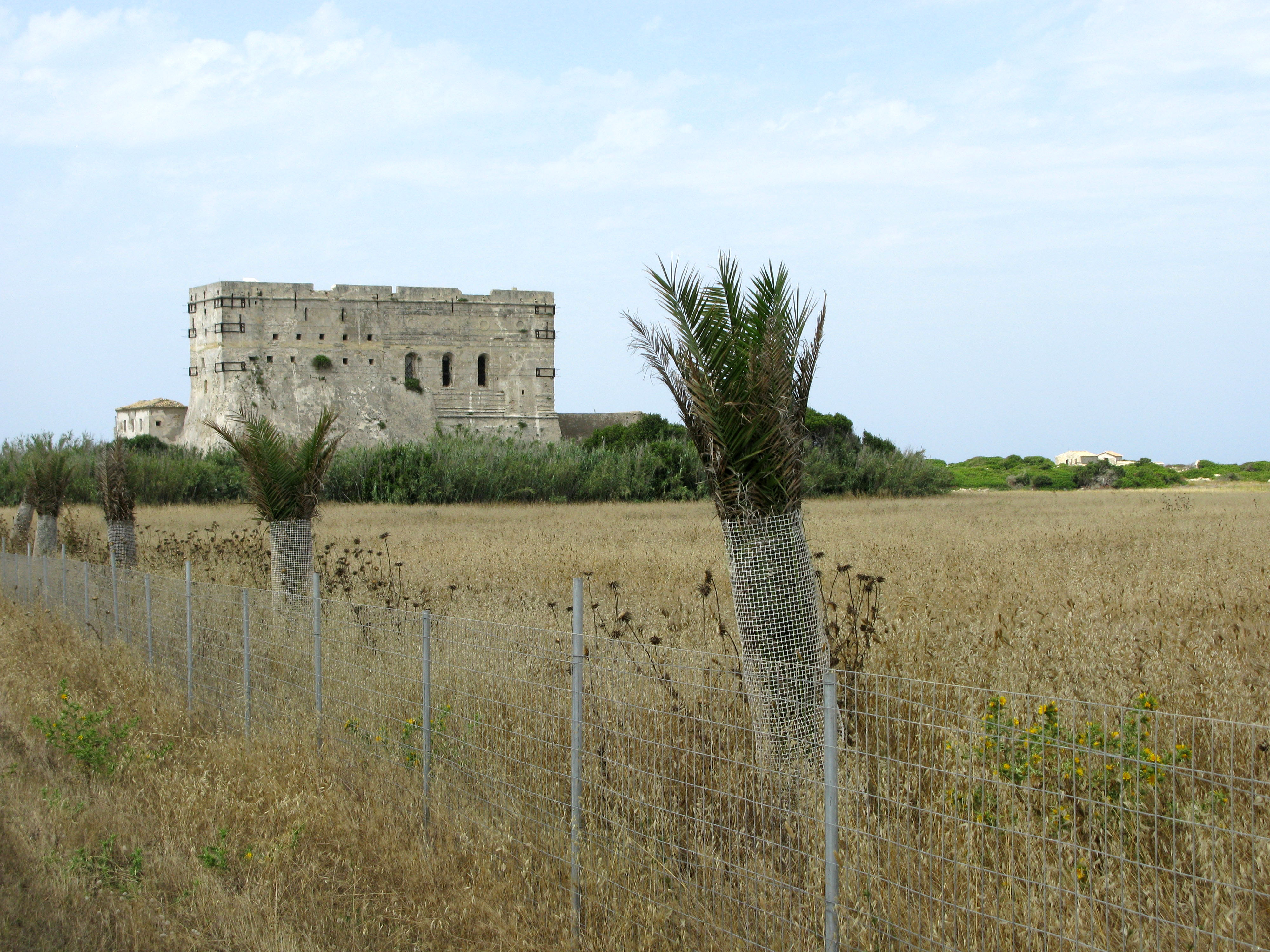
Klasztor na Stofadach

Strofady (gr. Στροφάδια; łac. Strophades, znane również jako Wyspy Stamphane lub Strivali) – grupa dwóch małych wysp na Morzu Jońskim (Morze Śródziemne). Leżą one ok. 50 km (27 mil morskich) na południowy wschód od wyspy Zakintos. Administracyjnie są częścią jednostki regionalnej Zakintos i gminy Zakintos, w regionie Wyspy Jońskie, w administracji zdecentralizowanej Peloponez, Grecja Zachodnia i Wyspy Jońskie. Na większej wyspie, noszącej nazwę Stamfani znajduje się warowny klasztor Maryi Panny z Pantachara, zbudowany w 1241 roku. Mniejsza wyspa nosi nazwę Arpia.